# A Hundred Million Suns
A Hundred Million Suns is het vijfde studioalbum van de alternatieve rock band Snow Patrol. Het album is opgenomen in Ierland, het Verenigd Koninkrijk en in Duitsland en is geproduceerd door Jacknife Lee. Het album werd eind oktober 2008 uitgebracht met Take Back the City als leadsingle. Het album behaalde het succes van voorganger Eyes Open uit 2006 niet, maar is desondanks het op twee na best verkochte album van de band met een verkoop van ruim een miljoen wereldwijd. Het album heeft in Nederland de gouden status bereikt.

## Achtergrondinformatie

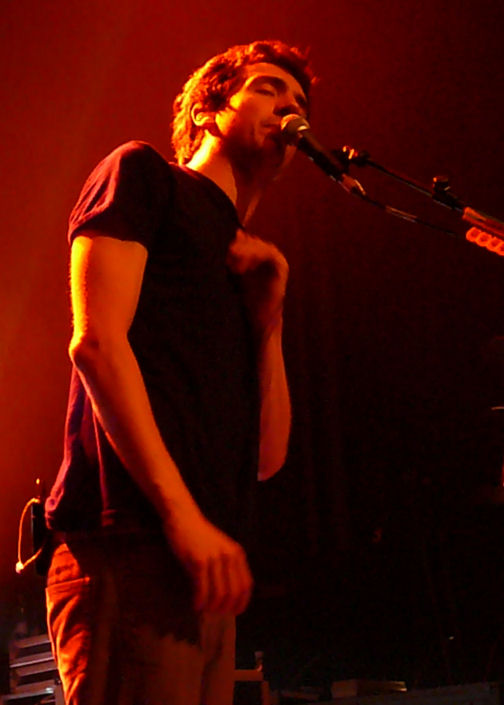
Zanger en schrijver Gary Lightbody vond het moeilijk om over liefde te schrijven

Het album is in de zomer van 2008 opgenomen in de Hansa Studios in Berlijn en in de Grouse Lodge, diep in het Ierse platteland met opnieuw Garret "Jacknife" Lee in de producersfunctie. De band wilde voor het opnemen vliegen naar meer zonnigere locaties, waarbij plaatsen als Hawaï en Brazilië werden genoemd. De bandleden namen extra muzieklessen voor zij begonnen met het opnemen van het album.
Schrijver en leadzanger Gary Lightbody's teksten zijn geïnspireerd door zijn voorliefde voor de wetenschap, vooral voor deeltjesfysica. Tijdens het toeren in kader van Eyes Open, had Lightbody al ruim 220 nummers op GarageBand staan. Gedurende het opnameproces, waar de band naar artiesten als Fleed Foxes, Wolf Parade en Sigur Rós luisterde, kromp het aantal naar de dertig nummers, waarvan er twintig zijn opgenomen. Naast Lightbody schreven ook Nathan Connolly en Paul Wilson mee aan nummers.
Voor de release van het album onthulde Quinn een paar details in een interview met de Belfast Telegraph: "Het is nog steeds erg op de melodie gebaseerd, maar het is ook anders ten opzichte van de andere albums. We weten niet wat men er van zal vinden, maar we zijn erg blij met het resultaat. Ik kan wel zeggen dat dit ons beste album tot nu toe is." Hij vervolgde met te zeggen dat de band onder druk stond om een spectaculair nieuw album te maken, maar dat de band tevreden was met het resultaat.
De band had tijdens de opnames problemen met vleermuizen die door de ramen door het huis heen vlogen.

## Thema
Het album is een lyrische vertrek in vergelijking met de vorige albums, waarbij er een boventoon voor de negatieve kanten van een relatie was. De nummers gaan minder over relaties die mislukken en het kniezen daar om en meer over de positieve kanten van relaties. Volgens Lightbody wilde de band een album maken over liefde die dieper ging dan gewoon "ik ben gelukkig". Hij wilde een album dat de situaties in de wereld weerspiegelde binnen de context van het zien door de ogen van jouw geliefde en wat die persoon voor jou betekent, ondanks de verwarring of angst die je hebt. Volgens de zanger zouden er ook donkere tonen te horen zijn, maar ook echte, propere en werkende liefde. Het gaat over de leuke dingen in een relatie, ze te delen met iedereen omdat ze zo'n geweldig deel van een leven zijn. Het gaat over geluk, niet meer over verdriet.
 De verandering in thematiek zorgde voor een schrijversblok bij Lightbody. Hij zei dat de focus op de vorige albums op zijn fouten was en nu over liefde moest schrijven zonder dit cliché te laten klinken. De songteksten kwamen niet op een natuurlijke wijze naar hem en hoewel hij het schrijfproces niet leuk vond, beschrijft hij de teksten wel als "eerlijk".
De band wilde geen tweede Chasing Cars maken en nieuwe dingen uitproberen. De tweede single Crack the Shutters werd echter door critici en fans als de tweede Chasing Cars genoemd en ook noemde Lightbody dit nummer een "pure lovesong, meer dan Chasing Cars", waarmee hij verwijst naar eerdere woorden van hem toen hij de single van Eyes Open "de meest pure lovesong noemde". Ook op If There's a Rocket Tie Me to It wordt het thema liefde duidelijk. In het eerste couplet wordt beschreven hoe hij aan de aanwezigheid van een geliefde denkt nadat hij een haar van deze persoon op zijn bed heeft gevonden. Leadsingle Take Back the City gaat over zijn liefde voor Belfast, terwijl hij The Planets Bend Between Us schreef met zijn huis in gedachten. Disaster Button breekt met de positieve thema. Het nummer gaat over de periode vanaf Lightbody's twintigste tot zijn 21ste waarin hij alcoholproblemen had. De zin "Cool your beans my son, you look a fucking mess" uit het nummer zijn de woorden die drummer Jonny Quinn tegen de zanger zei, en de zanger ook zijn probleem heeft laten inzien.

## Release
Op 1 augustus maakte de band de release van het album bekend. Op 29 augustus maakte de band de officiële tracklist en de eerste single bekend. De leadsingle van het album was Take Back the City, die 1 september 2008 haar radiopremière had in Zane Lowes show op BBC Radio 1. Het nummer kwam 10 oktober in Ierland, Duitsland en België uit. In de rest van Europa werd het nummer op 13 oktober uitgebracht met uitzondering van Frankrijk waar de single een dag later uitkwam. In oktober, ruim een maand voor de albumrelease, werden er luisterpresentaties voor fans en pers georganiseerd. Drie dagen voor de release was het album in haar geheel te horen op de website van de band met per nummer geschreven commentaar van Lightbody.
Het album werd 24 oktober 2008 uitgebracht in Nederland. Voor de resterende Europese landen verschilde de release tussen de 24ste en de 28ste van de maand.

### Verkrijgbare dragers
A Hundred Million Suns is beschikbaar op vier verschillende dragers.
- Standaard jewelcase met de cd en het boekje met songteksten.
- LP Vinyl met twee 180 gram witte vinylschijven
- Download op MP3's, beschikbaar op het internet.
- Deluxe versie met de cd, een dvd met achter-de-scènes materiaal geregisseerd door James Russel en een boek in kleur.

## Promotie

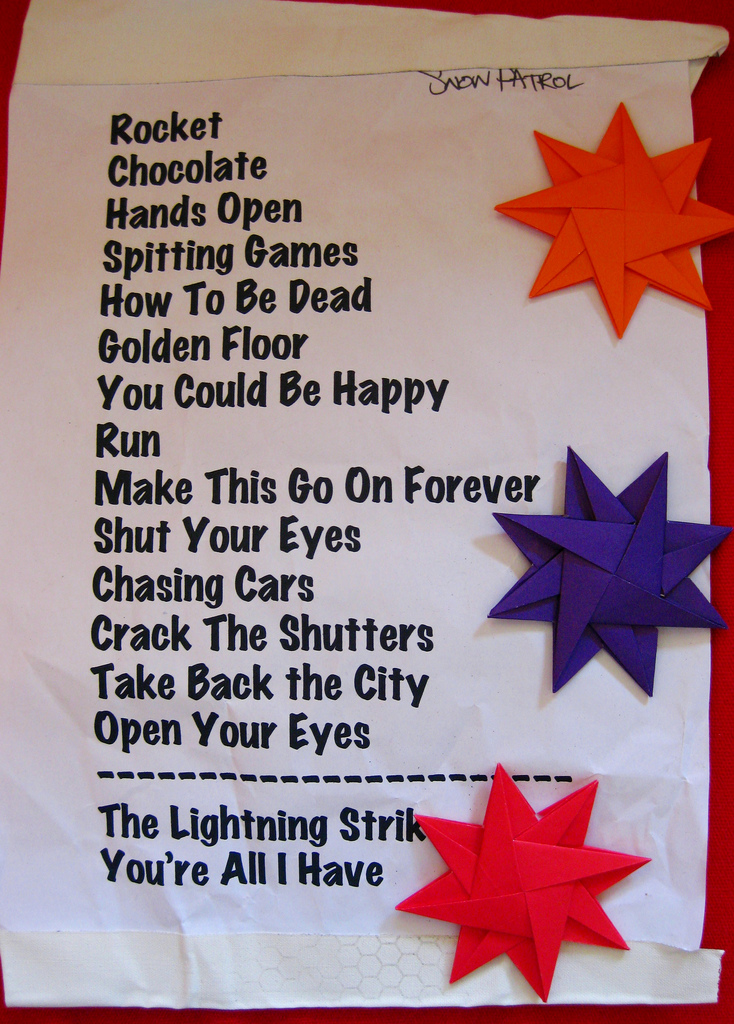
Setlist van het concert in München op 24 mei 2009

Op 3 oktober 2008 maakte de band hun "Take Back the Cities Tour" bekend, ter promotie voor het album. De promotoer begon in Dublin, Ierland en deed binnen 48 uur Belfast, Edinburgh en Londen aan. De band speelde ook een akoestische set als onderdeel van Jo Whileys Live Lounge voor de BBC Radio 1, waarbij een groot aantal muzikanten van een brassorkest tot snaarpartijen meededen. De band speelde ook drie nummers in Later... with Jools Holland, eveneens voor de BBC. In december volgde een kleine toer door de Verenigde Staten en in 2009 toerde de band in Groot-Brittannië op veertien data, gevolgd door een tour van drie shows door Australië. De band speelde hierna twee dagen op het "Coke Zero Festival" in Zuid-Afrika om vervolgens terug te keren naar het Europese continent, waar op vijftien data werd gespeeld, waaronder het Pinkpopfestival in Nederland als headliner. Snow Patrol was ook de supportact van de "Viva la Vida Tour" van Coldplay en de "U2 360° Tour" van U2, waar ze de Amsterdam ArenA ook aandeden.
In augustus verving de band Oasis als headliner vanwege laryngitis van Liam Gallagher. Snow Patrol haalde twee nummers uit hun encore en verving deze met covers van Champagne supernova en Wonderwall. De band werd door het publiek verkozen als beste coverartiest op het festival, waar andere artiesten ook nummers van Oasis coverden. De band noemde het optreden "de beste uit onze carrière".

## Tracklist
Alle teksten zijn geschreven door Gary Lightbody, alle muziek is geschreven door Snow Patrol.
| Nr. | Titel                                       | Duur  |
| --- | ------------------------------------------- | ----- |
| 1.  | If There's a Rocket Tie Me to It            | 04:19 |
| 2.  | Crack the Shutters                          | 03:21 |
| 3.  | Take Back the City                          | 04:40 |
| 4.  | Lifeboats                                   | 04:41 |
| 5.  | The Golden Floor                            | 03:19 |
| 6.  | Please Just Take These Photos from My Hands | 04:25 |
| 7.  | Set Down Your Glass                         | 03:43 |
| 8.  | The Planets Bend Between Us                 | 04:18 |
| 9.  | Engines                                     | 05:10 |
| 10. | Disaster Button                             | 03:58 |
| 11. | The Lightning Strike                        | 16:18 |

| Nr. | Titel                        | Duur  |
| --- | ---------------------------- | ----- |
| 1.  | First Week of Term           | 32:45 |
| 2.  | Jacknife Lee's Studio Safari | 08:51 |

| Nr. | Titel                                        | Duur |
| --- | -------------------------------------------- | ---- |
| 1.  | Take Back the City (Videoclip)               |      |
| 2.  | Crack the Shutters (Videoclip)               |      |
| 3.  | If There's a Rocket Tie Me to It (Videoclip) |      |

Het laatste nummer The Lightning Strike is een ruim zestien minuten durende track, die opgedeeld is in drie stukken.

## Ontvangst

### Kritisch
A Hundred Million Suns verkreeg over het algemeen positieve recensies. PopMatters gaf het album negen uit tien sterren en merkte vooral Gary Lightbody's songteksten op, wiens woorden als poëtisch en oproepend werden beschreven. Take Back the City werd geprezen om zijn refrein. OOR vond het een degelijke en zelfverzekerde plaat en noemde Crack the Shutters en Set Down Your Glass potentiële monsterhits. Net als vele recensies, werd The Lightning Strike goed ontvangen. Rolling Stone deed dit laatste ook en vond dat Snow Patrol hiermee afstand nam van het Coldplay-geluid. Het blad gaf drie uit vijf sterren. Allmusic vond Take Back the City en Please Just Take These Photo's From My Hands net als Chasing Cars lichtelijk repetitief, met terugkomende hooks. Iets wat de bekendheid en de meezingspotentie van de nummers helpt te maximaliseren. Ook werd gezegd dat deze nummers Snow Patrol zullen helpen de sterren te bereiken die U2 ook heeft bereikt en dat The Golden Floor de lichte hiphopsmaak van Apologize terugbracht. Allmusic gaf het album vier uit vijf sterren.

### Commercieel
Het album evenaarde het succes van Eyes Open niet, maar deed het desondanks goed in Nederland en Vlaanderen. Het album stond als 86ste in de Nederlandse jaarlijst van 2008 en op de 52ste positie in 2009.

#### Album
| A Hundred Million Suns in de Nederlandse Album Top 100 - binnen: 01-11-2008 | A Hundred Million Suns in de Nederlandse Album Top 100 - binnen: 01-11-2008 | A Hundred Million Suns in de Nederlandse Album Top 100 - binnen: 01-11-2008 | A Hundred Million Suns in de Nederlandse Album Top 100 - binnen: 01-11-2008 | A Hundred Million Suns in de Nederlandse Album Top 100 - binnen: 01-11-2008 | A Hundred Million Suns in de Nederlandse Album Top 100 - binnen: 01-11-2008 | A Hundred Million Suns in de Nederlandse Album Top 100 - binnen: 01-11-2008 | A Hundred Million Suns in de Nederlandse Album Top 100 - binnen: 01-11-2008 | A Hundred Million Suns in de Nederlandse Album Top 100 - binnen: 01-11-2008 | A Hundred Million Suns in de Nederlandse Album Top 100 - binnen: 01-11-2008 | A Hundred Million Suns in de Nederlandse Album Top 100 - binnen: 01-11-2008 | A Hundred Million Suns in de Nederlandse Album Top 100 - binnen: 01-11-2008 | A Hundred Million Suns in de Nederlandse Album Top 100 - binnen: 01-11-2008 | A Hundred Million Suns in de Nederlandse Album Top 100 - binnen: 01-11-2008 | A Hundred Million Suns in de Nederlandse Album Top 100 - binnen: 01-11-2008 | A Hundred Million Suns in de Nederlandse Album Top 100 - binnen: 01-11-2008 | A Hundred Million Suns in de Nederlandse Album Top 100 - binnen: 01-11-2008 | A Hundred Million Suns in de Nederlandse Album Top 100 - binnen: 01-11-2008 | A Hundred Million Suns in de Nederlandse Album Top 100 - binnen: 01-11-2008 | A Hundred Million Suns in de Nederlandse Album Top 100 - binnen: 01-11-2008 | A Hundred Million Suns in de Nederlandse Album Top 100 - binnen: 01-11-2008 | A Hundred Million Suns in de Nederlandse Album Top 100 - binnen: 01-11-2008 | A Hundred Million Suns in de Nederlandse Album Top 100 - binnen: 01-11-2008 | A Hundred Million Suns in de Nederlandse Album Top 100 - binnen: 01-11-2008 | A Hundred Million Suns in de Nederlandse Album Top 100 - binnen: 01-11-2008 | A Hundred Million Suns in de Nederlandse Album Top 100 - binnen: 01-11-2008 | A Hundred Million Suns in de Nederlandse Album Top 100 - binnen: 01-11-2008 | A Hundred Million Suns in de Nederlandse Album Top 100 - binnen: 01-11-2008 | A Hundred Million Suns in de Nederlandse Album Top 100 - binnen: 01-11-2008 | A Hundred Million Suns in de Nederlandse Album Top 100 - binnen: 01-11-2008 | A Hundred Million Suns in de Nederlandse Album Top 100 - binnen: 01-11-2008 | A Hundred Million Suns in de Nederlandse Album Top 100 - binnen: 01-11-2008 | A Hundred Million Suns in de Nederlandse Album Top 100 - binnen: 01-11-2008 |
| Week                                                                        | 1                                                                           | 2                                                                           | 3                                                                           | 4                                                                           | 5                                                                           | 6                                                                           | 7                                                                           | 8                                                                           | 9                                                                           | 10                                                                          | 11                                                                          | 12                                                                          | 13                                                                          | 14                                                                          | 15                                                                          | 16                                                                          | 17                                                                          | 18                                                                          | 19                                                                          | 20                                                                          | 21                                                                          | 22                                                                          | 23                                                                          | 24                                                                          | 25                                                                          | 26                                                                          | 27                                                                          |                                                                             | 28                                                                          | 29                                                                          | 30                                                                          | 31                                                                          |
| --------------------------------------------------------------------------- | --------------------------------------------------------------------------- | --------------------------------------------------------------------------- | --------------------------------------------------------------------------- | --------------------------------------------------------------------------- | --------------------------------------------------------------------------- | --------------------------------------------------------------------------- | --------------------------------------------------------------------------- | --------------------------------------------------------------------------- | --------------------------------------------------------------------------- | --------------------------------------------------------------------------- | --------------------------------------------------------------------------- | --------------------------------------------------------------------------- | --------------------------------------------------------------------------- | --------------------------------------------------------------------------- | --------------------------------------------------------------------------- | --------------------------------------------------------------------------- | --------------------------------------------------------------------------- | --------------------------------------------------------------------------- | --------------------------------------------------------------------------- | --------------------------------------------------------------------------- | --------------------------------------------------------------------------- | --------------------------------------------------------------------------- | --------------------------------------------------------------------------- | --------------------------------------------------------------------------- | --------------------------------------------------------------------------- | --------------------------------------------------------------------------- | --------------------------------------------------------------------------- | --------------------------------------------------------------------------- | --------------------------------------------------------------------------- | --------------------------------------------------------------------------- | --------------------------------------------------------------------------- | --------------------------------------------------------------------------- |
| Nummer                                                                      | 9                                                                           | 8                                                                           | 20                                                                          | 33                                                                          | 40                                                                          | 42                                                                          | 44                                                                          | 46                                                                          | 45                                                                          | 48                                                                          | 51                                                                          | 32                                                                          | 31                                                                          | 35                                                                          | 38                                                                          | 22                                                                          | 27                                                                          | 34                                                                          | 31                                                                          | 41                                                                          | 54                                                                          | 67                                                                          | 75                                                                          | 93                                                                          | 88                                                                          | 99                                                                          | 87                                                                          | uit                                                                         | 83                                                                          | 57                                                                          | 28                                                                          | 14                                                                          |
| Week                                                                        | 32                                                                          | 33                                                                          | 34                                                                          | 35                                                                          | 36                                                                          | 37                                                                          | 38                                                                          | 39                                                                          | 40                                                                          | 41                                                                          | 42                                                                          | 43                                                                          | 44                                                                          | 45                                                                          |                                                                             | 46                                                                          | 47                                                                          | 48                                                                          | 49                                                                          | 50                                                                          | 51                                                                          |                                                                             | 52                                                                          | 53                                                                          | 54                                                                          | 55                                                                          | 56                                                                          | 57                                                                          | 58                                                                          | 59                                                                          |                                                                             |                                                                             |
| Nummer                                                                      | 18                                                                          | 22                                                                          | 33                                                                          | 38                                                                          | 38                                                                          | 23                                                                          | 28                                                                          | 36                                                                          | 33                                                                          | 46                                                                          | 62                                                                          | 63                                                                          | 87                                                                          | 93                                                                          | uit                                                                         | 88                                                                          | 92                                                                          | 85                                                                          | 81                                                                          | 70                                                                          | 81                                                                          | uit                                                                         | 82                                                                          | 89                                                                          | 94                                                                          | 95                                                                          | 93                                                                          | 86                                                                          | 74                                                                          | 89                                                                          | uit                                                                         |                                                                             |

| A Hundred Million Suns in de Vlaamse Ultratop 50 Albums - binnen: 01-11-2008 | A Hundred Million Suns in de Vlaamse Ultratop 50 Albums - binnen: 01-11-2008 | A Hundred Million Suns in de Vlaamse Ultratop 50 Albums - binnen: 01-11-2008 | A Hundred Million Suns in de Vlaamse Ultratop 50 Albums - binnen: 01-11-2008 | A Hundred Million Suns in de Vlaamse Ultratop 50 Albums - binnen: 01-11-2008 | A Hundred Million Suns in de Vlaamse Ultratop 50 Albums - binnen: 01-11-2008 | A Hundred Million Suns in de Vlaamse Ultratop 50 Albums - binnen: 01-11-2008 | A Hundred Million Suns in de Vlaamse Ultratop 50 Albums - binnen: 01-11-2008 | A Hundred Million Suns in de Vlaamse Ultratop 50 Albums - binnen: 01-11-2008 | A Hundred Million Suns in de Vlaamse Ultratop 50 Albums - binnen: 01-11-2008 | A Hundred Million Suns in de Vlaamse Ultratop 50 Albums - binnen: 01-11-2008 | A Hundred Million Suns in de Vlaamse Ultratop 50 Albums - binnen: 01-11-2008 | A Hundred Million Suns in de Vlaamse Ultratop 50 Albums - binnen: 01-11-2008 | A Hundred Million Suns in de Vlaamse Ultratop 50 Albums - binnen: 01-11-2008 | A Hundred Million Suns in de Vlaamse Ultratop 50 Albums - binnen: 01-11-2008 | A Hundred Million Suns in de Vlaamse Ultratop 50 Albums - binnen: 01-11-2008 | A Hundred Million Suns in de Vlaamse Ultratop 50 Albums - binnen: 01-11-2008 | A Hundred Million Suns in de Vlaamse Ultratop 50 Albums - binnen: 01-11-2008 | A Hundred Million Suns in de Vlaamse Ultratop 50 Albums - binnen: 01-11-2008 | A Hundred Million Suns in de Vlaamse Ultratop 50 Albums - binnen: 01-11-2008 | A Hundred Million Suns in de Vlaamse Ultratop 50 Albums - binnen: 01-11-2008 | A Hundred Million Suns in de Vlaamse Ultratop 50 Albums - binnen: 01-11-2008 | A Hundred Million Suns in de Vlaamse Ultratop 50 Albums - binnen: 01-11-2008 | A Hundred Million Suns in de Vlaamse Ultratop 50 Albums - binnen: 01-11-2008 | A Hundred Million Suns in de Vlaamse Ultratop 50 Albums - binnen: 01-11-2008 | A Hundred Million Suns in de Vlaamse Ultratop 50 Albums - binnen: 01-11-2008 | A Hundred Million Suns in de Vlaamse Ultratop 50 Albums - binnen: 01-11-2008 | A Hundred Million Suns in de Vlaamse Ultratop 50 Albums - binnen: 01-11-2008 | A Hundred Million Suns in de Vlaamse Ultratop 50 Albums - binnen: 01-11-2008 |
| Week                                                                         | 1                                                                            | 2                                                                            | 3                                                                            | 4                                                                            | 5                                                                            | 6                                                                            | 7                                                                            | 8                                                                            | 9                                                                            | 10                                                                           | 11                                                                           | 12                                                                           | 13                                                                           | 14                                                                           | 15                                                                           | 16                                                                           | 17                                                                           | 18                                                                           | 19                                                                           | 20                                                                           | 21                                                                           |                                                                              | 22                                                                           |                                                                              | 23                                                                           |                                                                              | 24                                                                           |                                                                              |
| ---------------------------------------------------------------------------- | ---------------------------------------------------------------------------- | ---------------------------------------------------------------------------- | ---------------------------------------------------------------------------- | ---------------------------------------------------------------------------- | ---------------------------------------------------------------------------- | ---------------------------------------------------------------------------- | ---------------------------------------------------------------------------- | ---------------------------------------------------------------------------- | ---------------------------------------------------------------------------- | ---------------------------------------------------------------------------- | ---------------------------------------------------------------------------- | ---------------------------------------------------------------------------- | ---------------------------------------------------------------------------- | ---------------------------------------------------------------------------- | ---------------------------------------------------------------------------- | ---------------------------------------------------------------------------- | ---------------------------------------------------------------------------- | ---------------------------------------------------------------------------- | ---------------------------------------------------------------------------- | ---------------------------------------------------------------------------- | ---------------------------------------------------------------------------- | ---------------------------------------------------------------------------- | ---------------------------------------------------------------------------- | ---------------------------------------------------------------------------- | ---------------------------------------------------------------------------- | ---------------------------------------------------------------------------- | ---------------------------------------------------------------------------- | ---------------------------------------------------------------------------- |
| Nummer                                                                       | 32                                                                           | 16                                                                           | 22                                                                           | 36                                                                           | 48                                                                           | 49                                                                           | 79                                                                           | 71                                                                           | 67                                                                           | 56                                                                           | 49                                                                           | 49                                                                           | 47                                                                           | 52                                                                           | 60                                                                           | 64                                                                           | 73                                                                           | 76                                                                           | 89                                                                           | 67                                                                           | 73                                                                           | uit                                                                          | 76                                                                           | uit                                                                          | 88                                                                           | uit                                                                          | 67                                                                           | uit                                                                          |

| Lijst                     | Aanbieder(s)     | Piek | Verkoop | Certificatie | Bron   |
| ------------------------- | ---------------- | ---- | ------- | ------------ | ------ |
| Nederlandse Album Top 100 | Mediacontrol/GFK | 8    | n/b     | Goud         | [ 16 ] |
| Belgische Ultratop 50     | GFK              | 16   | n/b     | -            | [ 16 ] |
| Verenigd Koninkrijk       | OCC/BPI          | 2    | 500.000 | Platina      | [ 17 ] |
| Ierland                   | IRMA             | 1    | 45.000  | 3× Platina   | [ 18 ] |
| Australië                 | ARIA             | 6    | 35.000  | Goud         | [ 16 ] |
| Billboard 200             | Billboard        | 9    | 63 258  | -            |        |
| Duitsland                 | Mediacontrol/Gfk | 14   | 63 258  | -            | [ 16 ] |

### Singles
Het singlesucces van A Hundred Million Suns was matig. De eerste twee singles van het album behaalde een groot aantal hitlijsten maar de laatste twee stelden teleur met de twee slechtste majornoteringen in de geschiedenis van de band.
Leadsingle Take Back the City lukte het, na het succes van voorganger Shut Your Eyes, niet de Nederlandse Top 40 te bereiken en bleef steken op derde positie in de tipparade. Wel bereikte het nummer in de Single Top 100 de 36ste plaats. In het Verenigd Koninkrijk debuteerde het nummer op de vijftiende plaats, waarna het de week erop doorsteeg naar de zesde plaats. In de Vlaamse Ultratop 50 bereikte het nummer de 32ste plek en verbleef acht weken in de lijst. Tweede single Crack the Shutters had meer Nederlands succes; het nummer werd Alarmschijf en bereikte de veertiende plek in de Top 40, een evenaring van de best genoteerde single Shut Your Eyes. In Vlaanderen behaalde het nummer minder succes door drie weken in de lijst te staan met de 42ste plek als beste resultaat. In de Britse UK Singles Chart bereikte het nummer een teleurstellende 43ste plek. In de week van de Amerikaanse albumrelease, bereikte de single een voortijdige notering in de Billboard Hot 100 op 111. Zowel Take Back the City als Crack the Shutters bereikte echter wel de eerste positie in de Amerikaanse Billboard Triple A. If There's a Rocket Tie Me to It werd gekozen als de derde Britse single en bereikte slechts de 133e positie in het Verenigd Koninkrijk. De hoop werd gevestigd op de semiakoestisch ballad The Planets Bend Between Us, dat voor de release in een nieuw jasje werd gegooid en de vierde Britse en derde Nederlandse single werd. Deze miste zelfs de Britse lijst en overleefde ook de tipparade niet door te steken op de achtste plaats. If There's a Rocket Tie Me to It werd gekozen als de vierde Nederlandse single en werd gepromoot door een akoestische miniconcert in de Desmet Studios in Amsterdam maar behaalde desondanks geen lijsten.
| Jaar | Nummer                           | Piek      | Piek              | Piek           | Piek                 | Piek          | Piek                 | Piek           | Piek             | Piek      | Piek      | Piek      | Piek       | Status |
| Jaar | Nummer                           | NL Top 40 | NL Single Top 100 | VL Ultratop 50 | US Billboard Hot 100 | UK Hitlist 75 | US Alternative Songs | AU ARIA Charts | DU Singles Chart | NZ Top 40 | OO Top 75 | SE Top 60 | ZW Top 100 | Status |
| ---- | -------------------------------- | --------- | ----------------- | -------------- | -------------------- | ------------- | -------------------- | -------------- | ---------------- | --------- | --------- | --------- | ---------- | ------ |
| 2008 | Take Back the City               | tip3      | 36                | 32             | -                    | 6             | 32                   | 31             | 42               | 33        | 35        | 40        | 46         | -      |
| 2008 | Crack the Shutters               | 14        | 36                | 42             | 111                  | 43            | -                    | -              | 28               | -         | 32        | 72        | 29         | -      |
| 2009 | The Planets Bend Between Us      | -         | -                 | -              | -                    | -             | -                    | -              | -                | -         | -         | -         | -          | -      |
| 2009 | If There's a Rocket Tie Me to It | -         | -                 | -              | -                    | 133           | -                    | -              | -                | -         | -         | -         | -          | -      |

## Personeel
Snow Patrol
- Gary Lightbody: vocalen, gitaar, achtergrondzang
- Nathan Connolly: gitaar, achtergrondzang
- Paul Wilson: basgitaar, achtergrondzang
- Jonny Quinn: drums
- Tom Simpson: keyboards

Overig personeel
- James "Big Jim" Anderson: tuba
- Stephen Wick: tuba
- John Barclay: trompet
- Guy Barker: trompet
- Pat White: trompet
- Richard Bayliss: hoorn
- Evgeny Chebykin: hoorn
- Jocelyn Lightfoot: hoorn
- Timothy Brown: hoorn
- Kira Doherty: hoorn
- Philip Eastop: hoorn

- Avshalom Caspi: brassarrangement
- Ian Fasham: bastrombone
- David A. Stewart: bastrombone
- Dan Jenkins: trombone
- Colin Sheen: trombone
- Sam Bell: engineer, editing
- Tom McFall: engineer
- Philip Rose: engineer
- Tilmann Ilse: assistent engineer
- Karen Kelleher: assistent engineer
- Owen Lewis: assistent engineer

- James Jarvis: koordirigent
- John Ross: fotografie
- John C.F. Davis: mastering
- Hilary Skewes: contractor
- Cenzo Townshend: mixing
- Neil Comber: mixing assistent
- Dave Emery: mixing assistent
- Jacknife Lee: gitaar, keyboards, programming, producer, glassharmonica, mixing